# Корика, Стив
Стивен Кристофер Корика (англ. Stephen Christopher Corica; 24 марта 1973, Иннисфейл, Австралия) — австралийский футболист, полузащитник, известный по выступлениям за клубы «Вулверхэмптон Уондерерс», «Сидней» и сборной Австралии. Участник Олимпийских игр 1992 и 1996 годов. В настоящее время тренирует команду «Окленд».

## Клубная карьера

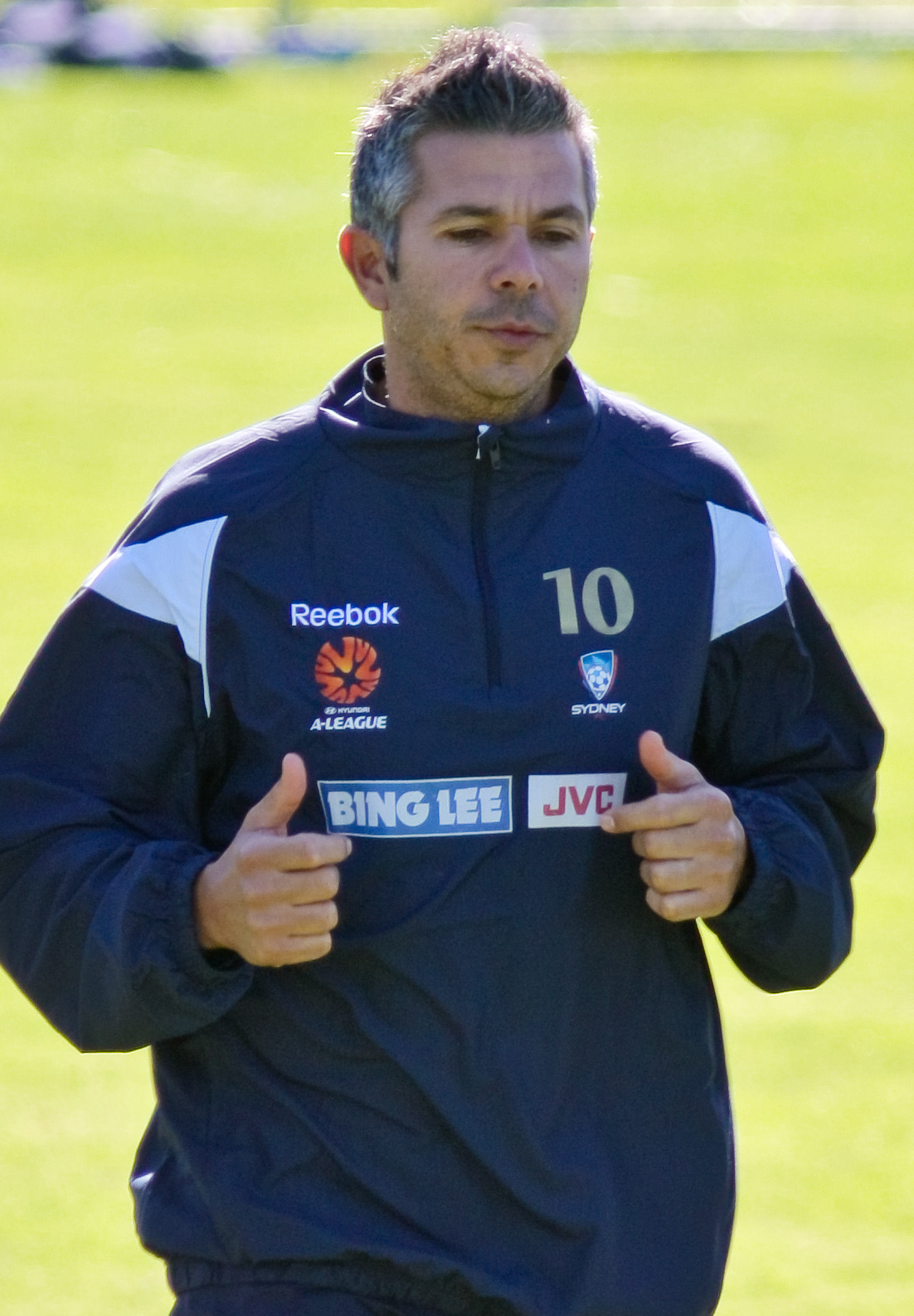
Корика в составе «Сиднея»

Корика начал карьеру в клубе «Маркони Сталлионс». Он выступал за команду на протяжении пяти сезонов и помог ей стать чемпионом Национальной лиги.
В 1995 году Стив перешёл в английский «Лестер Сити» из Чемпионшипа, вместе со своим соотечественником Желько Калачем. 12 августа 1995 года он дебютировал за лис, в первом же матче забив гол.
В 1996 году тренер «Лестера» Марк Макги возглавил «Вулверхэмптон Уондерерс» и пригласил туда Корику. Сумма трансфера составила 1,1 млн фунтов. Макги хотел подписать и Калача, но сделка сорвалась. За четыре сезона Стив стал одним из лидеров клуба сыграв более 100 матчей за волков.
В 2000 году Корика принял приглашение японского «Санфречче Хиросима». После двух сезонов в Джей-лиге он вернулся в Англию, подписав контракт с клубом «Уолсолл».
В 2005 году Стив вернулся на родину став футболистом «Сиднея». В 2009 году он помог команду выиграть А-Лигу и Кубок чемпионов ОФК. В 2010 году Корика завершил карьеру.

## Международная карьера
В 1989 году Стив в составе юношеской сборной Австралии принял участие в юношеском чемпионате мира в Шотландии.
В 1991 году Корика выступал на молодёжном чемпионате мира в Португалии.
В 1992 году в составе олимпийской сборной он принял участие в Олимпийских играх в Барселоне. На турнире Стив сыграл в матчах против команд Мексики и Ганы. В 1993 году Корика дебютировал за сборную Австралии.
15 февраля 1995 года в товарищеском матче против сборной Японии Стив забил свой первый гол за национальную команду. В 1996 году он во второй раз принял участие в Олимпийских играх в Атланте. На турнире Корика сыграл в матчах против команд Франции, Саудовской Аравии и Испании.
В 2000 году Стив стал обладателем Кубка наций ОФК.
В 2001 году он принял участие в Кубке конфедераций в Японии и Южной Корее. На турнире Корика сыграл в матчах против команд Мексики, Франции, Южной Кореи, Японии и Бразилии.

### Голы за сборную Австралии
| #   | Дата            | Место                                            | Противник | Счёт | Результат | Соревнование                          |
| --- | --------------- | ------------------------------------------------ | --------- | ---- | --------- | ------------------------------------- |
| 01. | 15 февраля 1995 | Сиднейский футбольный стадион, Сидней, Австралия | Японии    | 2:1  | 2:1       | Товарищеский матч                     |
| 02. | 9 февраля 2000  | Плая-Анча, Вальпараисо, Чили                     | Чили      | 1:1  | 2:1       | Товарищеский матч                     |
| 03. | 19 июня 2000    | Папеэте, Таити                                   | Таити     | 0:13 | 0:17      | Кубок наций ОФК 2000                  |
| 04. | 28 февраля 2001 | Эль Кампин, Богота, Колумбия                     | Колумбия  | 3:1  | 3:2       | Товарищеский матч                     |
| 05. | 14 апреля 2001  | Кофс-Харбор, Кофс-Харбор, Австралия              | Фиджи     | 1:0  | 2:0       | Чемпионат мира 2002 отборочный турнир |

## Достижения
Командные
 «Маркони Сталлионс»
- Национальная футбольная лига — 1992/1993

 «Сидней»
- Чемпионат Австралии по футболу — 2009/2010
- Победитель Лиги чемпионов ОФК — 2004/2005

Международные
 Австралия
- Кубок наций ОФК — 2000
- Кубок конфедераций — 2001